# Heinz-Horst Schrey
Heinz-Horst Schrey  (16. September 1911 in Freiburg im Breisgau – 14. August 1993 in Heidelberg) war ein deutscher evangelischer Theologe und Hochschullehrer. Seine Forschungsschwerpunkte waren Ethik und Sozialphilosophie.

## Leben
Schreys Eltern waren der Proviantamt-Unterinspektor Heinrich Schrey und Luise, geb. Manderschied. Seit sein Vater 1919 zur Intendantur des Wehrkreisverwaltungsamtes V nach Stuttgart versetzt wurde, besuchte Schrey das dortige Karlsgymnasium bis zur fünften Klasse. Nach dem Landesexamen trat er in die niederen ev.-theol. Seminare Schöntal und Urach ein, legte 1930 die Reifeprüfung ab und studierte zunächst drei Semester Theologie am Evangelischen Stift in Tübingen. Je ein Semester in Berlin und Marburg widmete er dem Studium der Kirchengeschichte (Luther) und des Neuen Testaments. Die letzten vier Semester absolvierte er wieder in Tübingen, legte im Sommer 1934 die erste theologische Dienstprüfung ab und wurde Pfarrverweser in Creglingen an der Tauber. Im Herbst gewann er den Preis für eine wissenschaftliche Preisarbeit der theologischen Fakultät Tübingen mit dem Thema Die neueren Untersuchungen zum Problem der Masse und ihre Bedeutung für die kirchliche Verkündigung, die der Grundstock für seine spätere Dissertation wurde. Im Herbst 1935 wurde er vom Deutschen Akademischen Austauschdienst nach New York City geschickt, wo er ein Jahr am Union Theological Seminary (u. a. bei Paul Tillich und Reinhold Niebuhr) studierte und den theologischen Magistergrad erwarb. Nach einem fünfwöchigen Aufenthalt in England kehrte er Ende Juli 1937 wieder nach Deutschland zurück und trat eine Stelle als Assistent an der Predigeranstalt der Universität Tübingen an. Dort wurde er 1939 zum Dr. theol. promoviert.
1946 habilitierte er sich in Tübingen für Systematische Theologie. Er arbeitete als Privatdozent und später als außerplanmäßiger Professor in Tübingen, unterbrochen von Lehrstuhlvertretungen in Bonn und Marburg. 1957 wurde er Professor an der Pädagogischen Hochschule Berlin. 1962 wechselte er an die Pädagogische Hochschule Heidelberg, wo er bis April 1965 auch als Rektor amtierte. 1977 wurde er emeritiert.

## Schriften (Auswahl)
- Die neueren Untersuchungen zum Problem der Masse und ihre Bedeutung für die kirchliche Verkündigung. Diss. Tübingen 1939 (Vita: S. 146).
- Existenz und Offenbarung. Ein Beitrag zum christlichen Verständnis der Existenz. Mohr, Tübingen 1947 (Habilitation).
- Die schwedische Theologie der Gegenwart. Vandenhoeck & Ruprecht, Göttingen 1951.
- Die Generation der Entscheidung. Staat und Kirche in Europa und im europäischen Russland 1918 bis 1953. Kaiser, München 1955.
- Weltbild und Glaube im 20. Jahrhundert. Vandenhoeck & Ruprecht, Göttingen 1955 (Digitalisat); 3. Auflage 1961.
- Dialogisches Denken. Wissenschaftliche Buchgesellschaft, Darmstadt 1970; 3. Auflage 1991.
- Einführung in die Ethik. Wissenschaftliche Buchgesellschaft, Darmstadt 1972; 4. Auflage 1991.
- Einführung in die evangelische Soziallehre. Wissenschaftliche Buchgesellschaft, Darmstadt 1973.